# Хелстув
Хелстув (пол. Chełstów, нім. Groß Schönwald) — село в Польщі, у гміні Твардоґура Олесницького повіту Нижньосілезького воєводства.
Населення — 242 особи (2011).
У 1975-1998 роках село належало до Вроцлавського воєводства.

## Демографія
Демографічна структура станом на 31 березня 2011 року:
|          | Загалом | Допрацездатний вік | Працездатний вік | Постпрацездатний вік |
| -------- | ------- | ------------------ | ---------------- | -------------------- |
| Чоловіки | 130     | 32                 | 93               | 5                    |
| Жінки    | 112     | 22                 | 73               | 17                   |
| Разом    | 242     | 54                 | 166              | 22                   |